# Trnovo, Nova Gorica
Trnovo je kraško naselje v Mestni občini Nova Gorica.
Nahaja se na regionalni cesti Nova Gorica – Lokve.
Znano je po velikem spomeniku iz obdobja NOB.
Spomenik, ki je delo arhitekta Eda Ravnikarja, se nahaja ob vznožju hriba Kobilnik, na vrhu katerega je tudi grobnica padlih.
Na ploščah so vklesana imena več kot 3000 žrtev fašističnega nasilja iz občine Nova Gorica.
Vas je bila med 2. svetovno vojno prizorišče hudih bojev med italijanskim in kasneje nemškim okupatorjem ter partizani IX. korpusa.
Ljudje v vasi se večinoma vozijo na delo v Novo Gorico, nekaj je pravih kmetov.
V naselju stojita tudi propadla tovarna Meblo in farna cerkev Marije Snežne.